# Bernhard Wintzer
Pour les articles homonymes, voir Wintzer.
Bernhard Wintzer (1905 - ap.1945) est un officier supérieur de la Luftwaffe, actif durant la Seconde Guerre mondiale. À partir de 1944, il commanda le Fallschirm-Artillerie-Regiment 5.

## Biographie
Fils du général Carl Wintzer (de) et d'Else Augustin, Bernd Wintzer naît le 21 juillet 1905, à Metz, une ville de garnison animée d'Alsace-Lorraine. Avec sa ceinture fortifiée, Metz est alors la première place forte du Reich allemand, constituant une pépinière d'officiers supérieurs et généraux. Comme Heinz Harmel, le jeune Bernhard se tourne naturellement vers une carrière militaire. 

### Entre-deux-guerres
Bernhard Wintzer s'engage en avril 1924 dans la nouvelle armée allemande, la Reichswehr. Il sert dans l'artillerie. Le 10 octobre 1932, Wintzer est envoyé à la Fliegerschule Braunschweig, l'école de l'armée de l'air de Brunswick pour devenir observateur. Ayant réussi son stage de formation, en mars 1934, Wintzer quitte l'artillerie pour la Luftwaffe. Il suit alors une nouvelle formation dans le domaine de la photographie aérienne à Berlin. Promu Hauptmann, capitaine, en octobre 1934, Wintzer suit la Luftkreisschule II, l'école de l'air de Berlin, de juin à septembre 1935. Bien noté, il suit immédiatement une formation d'état-major à la Luftkriegsakademie de Berlin-Gatow, qu'il termine en mars 1937. Le 1er mai 1937, le capitaine Wintzer est affecté à la 3e section de l'État-major de la Luftwaffe. Le 16 février 1938, il est affecté comme Staffelkapitän, à l' Aufklärungsgruppe 24, une unité dédiée à la reconnaissance aérienne. Promu Major, commandant, le 15 février 1939, il prend la tête de l' Aufklärungsgruppe 22

### Seconde Guerre mondiale
De l'Aufklärungsgruppe 22, le commandant Wintzer est envoyé à la Luftkriegschule Dresden, l'école de guerre de l'armée de l'air de Dresde, en novembre 1939. À l'issue de la formation, Wintzer est nommé Kommandeur d'une unité de l'Armeeoberkommando I (AOK 1), un poste qu'il occupe d'octobre 1940 à avril 1941. Du 19 avril 1941 au 25 décembre 1941, il commande une unité de l'AOK 11. Wintzer est affecté ensuite dans l' Fernaufkärungsgruppe 4, une unité de reconnaissance à long rayon d'action. Nommé commandant de l'unité le 1er juin 1942, il en prend le commandement en juin et juillet 1942. Affecté le 1er août 1942, à la Gefechtsverband Nord Stab, un détachement de la Luftflotte 1, le commandant Wintzer est affecté à la Fliegerbildschule de Hildesheim, le 1er décembre 1942. Promu Oberstleutnant, lieutenant colonel, en juin 1943, il est nommé responsable du personnel à l'état-major du IIe Fliegerkorps de Bülowius. En septembre 1943, il est affecté au Luftgau-Kommando Westfrankreich, l'état-major du district aérien de l'ouest de la France. En février 1944, il est affecté à l'Oberkommando de la Luftwaffe, comme chef de la 8e section de l'état-major. Il y est promu Oberst, colonel, en mars 1944. Affecté à l'état-major de la 1. Fallschirm-Armee, la 1re armée parachutiste de la Luftwaffe, en octobre 1944, le colonel Wintzer commande le Fallschirm-Artillerie-Regiment 5 à partir du 20 décembre 1944. Le régiment, reformé au printemps 1944 en Hollande, dépend de la 7e Fallschirm-Jäger-Division, une divisions de parachutistes de la 1re armée de la Luftwaffe. 
Il commande cette unité jusqu'à la fin des hostilités, en mai 1945.

## Distinctions
- Medaille zur Erinnerung an den 1. Oktober 1938 ;
- Kriegsverdienstkreuz, 2e classe: 1er septembre 1941 ;
- Eisernes Kreuz, 2e classe: 21 janvier 1942 ;
- Frontflugspange en bronze: 23 avril 1942 ;
- Eisernes Kreuz, 1re classe: 15 mai 1942 ;
- Medaille "Winterschlacht Im Osten 1941/42": 15 août 1942 ;
- Medaille "Kreuzzug gegen den Kommunismus, mit Spange in Silber (Roumanie): 26 mai 1943.

## Sources
- Henry L. deZeng IV, Douglas G. Stanke: Luftwaffe Officer Career Summaries - Luftwaffe Officers 1935 - 1945, t.5, Section S-Z, avril 2012 (p. 371-372)
- Livret militaire et photographie sur historicalwarmilitariaforum.com.